# Koerwitz Glacier
Koerwitz Glacier är en glaciär i Antarktis. Den ligger i Västantarktis. Nya Zeeland gör anspråk på området. Koerwitz Glacier ligger 609 meter över havet.
Terrängen runt Koerwitz Glacier är varierad. Trakten är obefolkad. Det finns inga samhällen i närheten. 